# Джон Смийтън
Джон Смийтън (на английски: John Smeaton) е английски инженер, известен със строителството на мостове, канали, пристанища и морски фарове.
Считан е за баща на инженерното строителство, тъй като полага основите на инженерната наука. Като способен машинен инженер и физик той разработва технологията на цимента, втвърдяващ се под водата. Неговата работа води до откриването на портландцимента.

## Биография
Роден е на 8 юни 1724 година в Аустхорпе, в близост до град Лийдс, графство Западен Йоркшър, Англия. След като завършва основно училище в Лийдс постъпва на работа в канцеларията на баща си. Впоследствие я напуска, за да развие собствен бизнес с математически пособия.
През 1753 г. е приет за член на Кралското научно дружество, а през 1759 печели медал Копли за работата си върху механиката на воденици и вятърни мелници. Изследванията му разкриват връзката между налягане и скорост на движещи се във въздух обекти и водят до дефиницията на Смийтън-коефициента.
През следващите години до 1872 г. Смийтън продължава да провежда изследвания по темата, които го карат да подкрепи теорията за кинетичната енергия на Готфрид Лайбниц. Теорията всъщност е ранно описание на Закона за запазване на енергията. Стига се до множество конфликти с научни учреждения, които считат теорията за несъвместима с някои от законите на Исак Нютон.
Умира на 28 октомври 1792 година на 68-годишна възраст.

## Научна дейност

### Предшественикът на жироскопа
През 1743 г. Джон Смийтън създава пумпал, който можел да стои в хоризонтално положение дори и на кораб. Това помагало на моряците да разберат къде е хоризонтът. Така те можели да установят разположението на Слънцето и звездите и да се ориентират по тях. Новият пумпал не става популярен, защото моряците хич не ги бивало във въртенето.
Откритието на Смийтън е предшественик на съвременния жироскоп, който днес се използва в повечето самолети и кораби.

### Водни колела
През 1759 г., с помощта на модел и серия от тестове, Смийтън първи определя ефективността на водните колела. Той открива, че при горноналивните колела тя е повече от 60%, като се има предвид, че при долноналивните достига само 30%.
Водните колела са използвани като механични източници на енергия за мелници за брашно и минерали, при производство на текстил и машини за направа на инструменти, за изтегляне на тел и ковашки работи, мелници за масло или водоснабдяване, за генериране на електричество и за други цели.